# Dornier Do 17
Dornier Do 17, även kallat Fliegender Bleistift ("Flygande pennan"), var ett lätt tyskt bombflygplan som tillverkades av Dornier under det andra världskriget och som användes av det tyska flygvapnet Luftwaffe. Ett mindre antal av en uppdaterad exportversion, kallad Do 215 byggdes men kom enbart att tjänstgöra i Luftwaffe. Dornier Do 17:s efterföljare var Dornier Do 217.

## Bakgrund och prototyper
När nazisterna i Tyskland kom till makten tidigt på 1930-talet var en av deras prioriteringar att modernisera sin flygflotta. Nästan varje flygplanstillverkare erhöll order på dramatiskt förbättrade konstruktioner. Eftersom restriktionerna som följde på det första världskriget ännu var i kraft marknadsfördes dessa flygplan på den civila marknaden. Jaktplan var "kurirflygplan" och bombflygplan var ämnade för passagerartransport.
Ett helt nytt koncept var schnellbomber, ett lätt bombplan som var så snabbt att det kunde flyga ifrån de försvarande jaktplanen. Vid denna tidpunkt trodde man att bombplanen skulle bibehålla sin fartfördel över jaktplanen på grund av sin extra motorkraft. För att testa detta koncept beställde Lufthansa ett antal "postflygplan", som skulle vara små, snabba och ha en lång räckvidd. Ett antal flygplanstillverkare såg möjligheten och började investera i nya konstruktioner och tekniker. Resultatet kom att bli ett antal flygplan med dittills oöverträffade egenskaper, såsom Heinkel He 70 Blitz och Focke-Wulf Fw 200 Condor.
År 1933 ville även Dornier komma in på denna marknad och påbörjade konstruktionen av ett snabbt, tvåmotorigt flygplan för Lufthansas behov, vilket kom att bli Do 17. För att tävla med flygplan såsom He 70, gjordes Do 17:s flygkroppsdiameter så liten som möjligt. Den smala flygkroppen ledde till att flygplanet snabbt fick smeknamnet "Fliegender Bleistift" ("Flygande blyertspennan"). Tre prototyper byggdes för Lufthansa och testades år 1935, men dessa återbördades efter en tid till Dornier. Under testningarna hade passagerarna klagat över det trånga kabinutrymmet vilket gjorde resorna obekväma.
En beställning om tio flygplan gjordes dock - tre passagerar/postflygplan för Lufthansa och sju bombplan. Originalkonstruktionen hade bara en stjärtfena men tester visade att den inte var lika stabil som en dubbelstjärtfena, varvid den senare introducerades. Detta förbättrade även akterskyttens skottfält.
Det finns ett antal vandringssägner som säger att en Luftwaffepilot, Flugkapitän Untucht, flög prototypen och "sålde" det till sina överordnade som ett bombflygplan. Detta verkar vara en täckhistoria som skrevs efter att detta verkligen skedde.

## Varianter

### Do 17E och F
Prototypflygplanet var utrustat med de utmärkta Daimler-Benz DB 600-motorerna, men det fanns en kontinuerlig brist på dessa. I stället började man använda BMW VI -motorn, vilket ledde till Do 17E-1 bombflygplanet och Do 17F-1 spaningsflygplanet. E-1:ans bomblast uppgick till 500 kg och den var beväpnad med två MG15 kulsprutor för självförsvar, ett på kabintaket och en i ett litet hål i golvet. Den senare hade bara ett begränsat skottfält.

### Do 17K

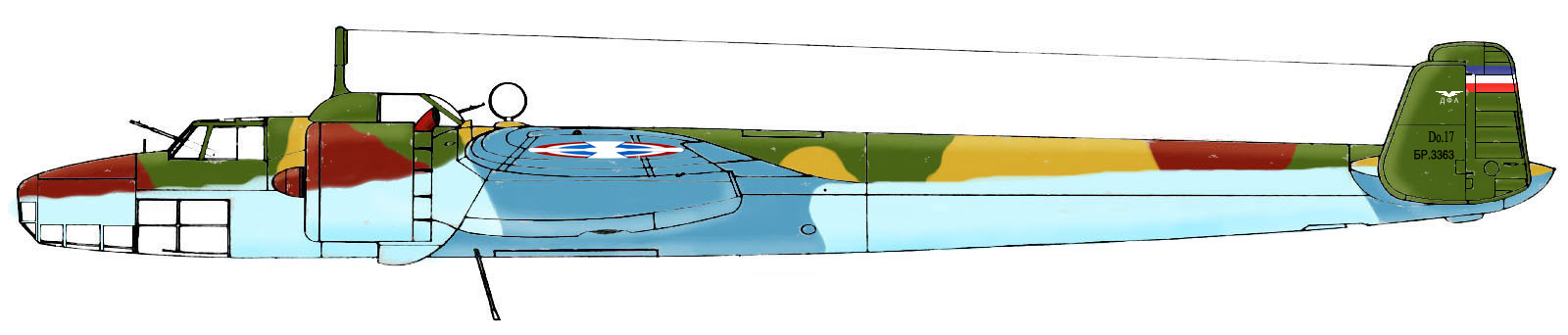
Do 17K från det 3:e jugoslaviska bombregementet i april 1941.

Efter att man sett Do 17MV vid flygtävlingarna i Zürich år 1937 köpte det jugoslaviska flygvapnet tillverkningslicensen för att bygga flygplanet vid flygplansfabriken Drazavna Fabrika Aviona. Dessa utrustades med den bättre motorn Gnome Rhône 14N och var bestyckade med en 20 mm Hispanokanon och tre 7,92 mm Browningkulsprutor. Fram tills den tyska invasionen 1941 hade sjuttio flygplan producerats. De flesta jugoslaviska Do 17 förstördes, men två flygplan lyckades fly landet med en stor last guld.

### Do 17L och M
Do 17L-0 och Do 17M-0 utvecklades parallellt som ersättare för det tidigare varianterna E och F, där L var spaningsversionen. Båda konstruerades kring den mera kraftfulla DB 600A -motorn, som kunde utveckla omkring 1 000 hk (750 kW). Två L- och ett M-prototypflygplan byggdes, båda med ytterligare en MG15-kulspruta i nosen.
Konceptet Schnellbomber (snabbombaren) demonstrerades vid den internationella militära flygtävlingen i Zürich år 1937, där Do 17M-prototypen korsade mållinjen långt före jaktplanen i tävlingen.
Utbudet av DB 600-motorer förblev mycket begränsat och man övergick snart till den bränsleinsprutade DB 601 som i huvudsak reserverades för Messerschmitt Bf 109 och Messerschmitt Bf 110. Produktionsversionerna av Do 17M utrustades därmed med den nya BMW Bramo 323A-1 Fafnir med sina 900 hk (670 kW) som gav godtagbara flygegenskaper och höjde bomblastkapaciteten till 1 000 kg. Do 17M-1, som resultatet kom att kallas, producerades i ett litet antal och var enbart i tjänst under det andra världskrigets första år varefter de drogs tillbaka och sändes till skolningsenheter.

### Do 17P

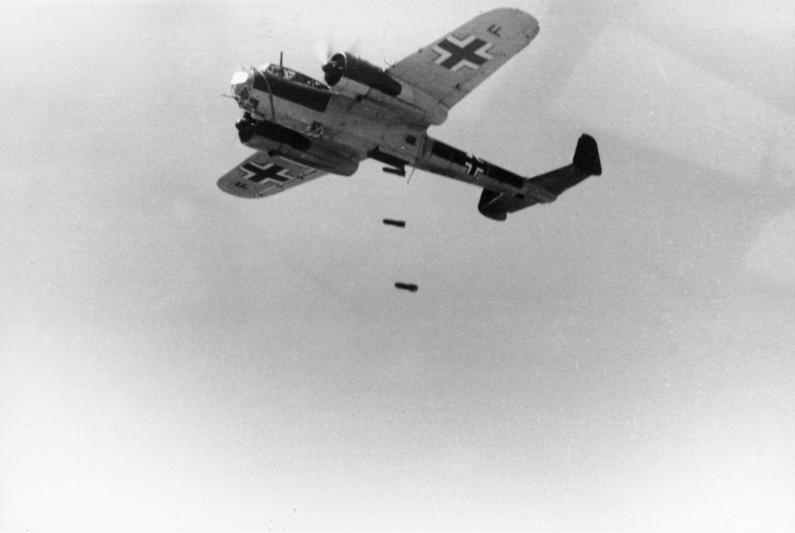
Do 17 släpper sina bomber.

Eftersom L-versionen inte kunde produceras med DB 600-motorn och eftersom Bramomotorn var för bränslekrävande resulterade detta i att M-modellen hade en för kort räckvidd för att kunna användas i spaningsrollen. Man valde istället BMW 132N motorer som utvecklade 865 hk (645 kW) istället. Dessa motorer hade en lägre bränslekonsumtion och därmed även en längre räckvidd. Denna Do 17P-1 producerades i ganska stort antal, men varför man kallade den P istället för L-1 är ett mysterium.
Ytterligare två prototyper med DB 600-motorer producerades (Do 17R-0) men denna variant kom aldrig i produktion.

### Do 17S och U
När snabba monojaktplan började komma upp i samma hastigheter som Do 17 beslöt man att ändra cockpitdesignen för att ge besättningen mera utrymme och visibilitet. Taket förlängdes över flygkroppen, där det lutade neråt för att möta flygkroppen ungefär vid vingens framkant. Den övre bakåtriktade kulsprutan flyttades till besättningskapselns bakre del där den fick ett betydligt bättre skjutfält. Därtill sänkte man golvet i flygkroppen och bukkulsprutan flyttades likaså till kapselns baksida, där den kunde skjuta rakt bakåt. Förändringarna av taket och golvet gjorde att hela fronten blev större. 
Tre prototyper med inverterade V-motorer av märket DB 600 konstruerades som spaningsversionen Do 17S-0, men denna kom inte i produktion. Ytterligare femton Do 17U-1 spårfinnarmodeller (flygplan som navigerade fram till mål åt en större bombflotta) byggdes. Dessa var likadana som S-modellen men hade en extra besättningsman (sammanlagt 5) som skötte radioutrustningen. U-modellen var tänkt att flyga före de övriga bombplanen på nattuppdrag, där man använde sin radioutrustning för att finna målet och därefter skulle spårfinnaren släppa facklor över det. Dessa flygplan hade önskats personligen av flygenheten KG 100 som experimentmodeller för denna roll.

### Do 17Z

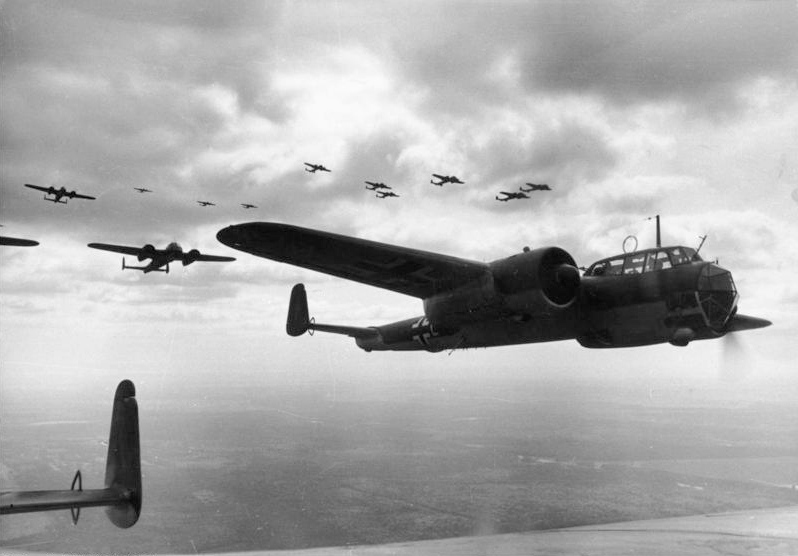
Do 17 Z2 över Frankrike sommaren 1940.

Den storskaliga produktionen kom slutligen igång med modellerna Do 17Z. En första omgång om Z-0:or tillverkades och utrustades med Fafnirmotorn och togs i testbruk - DB 600 hade än en gång visat sig vara för svår att komma över. Dessa ersattes dock snart av Z-1 -modellen, som hade ytterligare en kulspruta för bombfällare. Nosens och kulsprutornas vikt gjorde att bombkapaciteten återigen reducerades till 500 kg.

Detta problem åtgärdades med följande modell, Do 17Z-2. Z-2 hade de nya Fafnirmotorerna, 323P, med sina 1 000 hk (750 kW). Motorerna fininställdes specifikt för Do 17:s flygegenskapsbehov. Man minskade bl.a. kompressorns kraft vid lägre altituder och förbättrade därmed låghöjdsegenskaperna. Den kraft som därmed tillkom vid start gjorde att man än en gång kunde höja bombkapaciteten till 1000 kg. De nya motorerna var dock ganska törstiga vid lägre altituder och stridsräckvidden med en 1000 kg bomblast uppgick till endast 330 km. Bestyckningen uppgraderades ytterligare genom att man tillförde ett par kulsprutor som sköt åt sidorna från besättningskapselns övre del. Dessa avfyrades alla av en enda skytt och därför kunde man bara avfyra en kulspruta åt gången.
Modifikationer av grundmodellen Z-2 inkluderade spaningsvarianten Z-3, skolflygplanet Z-4 som hade dubbla kontroller och Z-5 som hade flytceller i flygkroppen och motorn ifall den tvingades ner över vattnet. 537 st Z-2:or tillverkades innan produktionen upphörde i juli 1940.
Under den polska kampanjen kunde flygplanet använda sin maxhastighet om 427 km/h för att flyga ifrån de flesta fientliga jaktplanen och dess lätta bestyckning var effektiv, men när man började möta moderna, snabba och välbestyckade brittiska monojaktplan i slaget om Storbritannien, fick britterna snart övertaget. Eftersom Fafnirmotorn var ämnad för lägre altituder använde sig Luftwaffe av Do 17-enheter för att utföra terrängföljande massräder på låg höjd, och på detta sätt försökte man undvika fientligt jaktmotstånd.
I och med introduktionen av Junkers Ju 88 började Do 17:s dagar att vara räknade och produktionen upphörde år 1940. De överlevande flygplanen användes som testbäddar för nya teknologiska framsteg medan många andra skänktes eller såldes till Tysklands allierade under de två påföljande åren. Do 17 kom även att stå som modell för den mycket större och helt nya flygplanet Dornier Do 217 som liknade Do 17 mycket.

### Do 17Z-10Kauz
Efter att tillverkningen av bombflygplansvarianten av Do 17 upphörde år 1940, modifierades Z-modellen så att den fick en täckt nos liksom Ju 88C och den utrustades med en 20 mm MG FF-kanon och tre 7,92 mm MG 17 -kulsprutor för dess nattjaktplansroll. En prototyp konstruerades under benämningen Z-6 Kauz I (skrikuggla) och konstruktionen modifierades ytterligare med en täckt nos som innehöll fyra 7,92 mm MG 17 kulsprutor och fyra 20 mm MG FF-kanoner. Denna variant kom att kallas Do 17Z-10. Endast nio Kauz II-flygplan byggdes och utrustades med den infraröda Spanner-I/II målfinnaren. Spannern visade sig vara nästan oanvändbar och vissa flygplan utrustades istället med radaranordningen FuG 202 Lichtenstein B/C sent år 1941. Samtidigt fungerade flygplanen som testbäddar för utvecklingen av nya flygplansradarutrustningar.
Z-10 tjänstgjorde under två år i nattjaktplansrollen, där de användes i Josef Kammhubers försvarssystem som är känt som Kammhuberlinjen. Varje nattjaktplan tilldelades en enskild "cell" där varje cell ingick i någon av de tre separata linjer som sträckte sig från Danmark till mitten av Frankrike. Inom varje cell följde ett markbaserat navigeringscenter både Kauz-flygplanet och enskilda mål. Jaktplanet styrdes mot målet ända tills piloten kunde se målet i sina nattglasögon, Spannern (eller senare med hjälp av sin egen radar).

### Do 215
Do 215 utvecklades som en exportversion av Do 17Z-serien, men utrustades med en mycket mera kraftfull 1 100 hk (809 kW) Daimler-Benz DB 601B-1 V-12-motor. Flygegenskaperna förbättrades avsevärt och maxfarten höjdes till 470 km/h och topphöjden var mera än 9 400 m.
18 Do 215A-1 byggdes för Sveriges räkning år 1939, men sattes i embargo och togs i bruk av Luftwaffe under benämningarna Do 215B-1 och Do 215B-2. Två flygplan sändes till Sovjetunionen såsom Do 215B-3, i övrigt oförändrade. Do 215B-4 var ett spaningsflygplan, liknande Z-3. Do 215B-5 Kauz III var ett nattjaktplan, liknande Do 17Z-10. Sammanlagt byggdes 101 flygplan av modellen Do 215.
De sista Do 17 flög i Luftwaffes tjänst sent år 1944.

## Användning i Finland

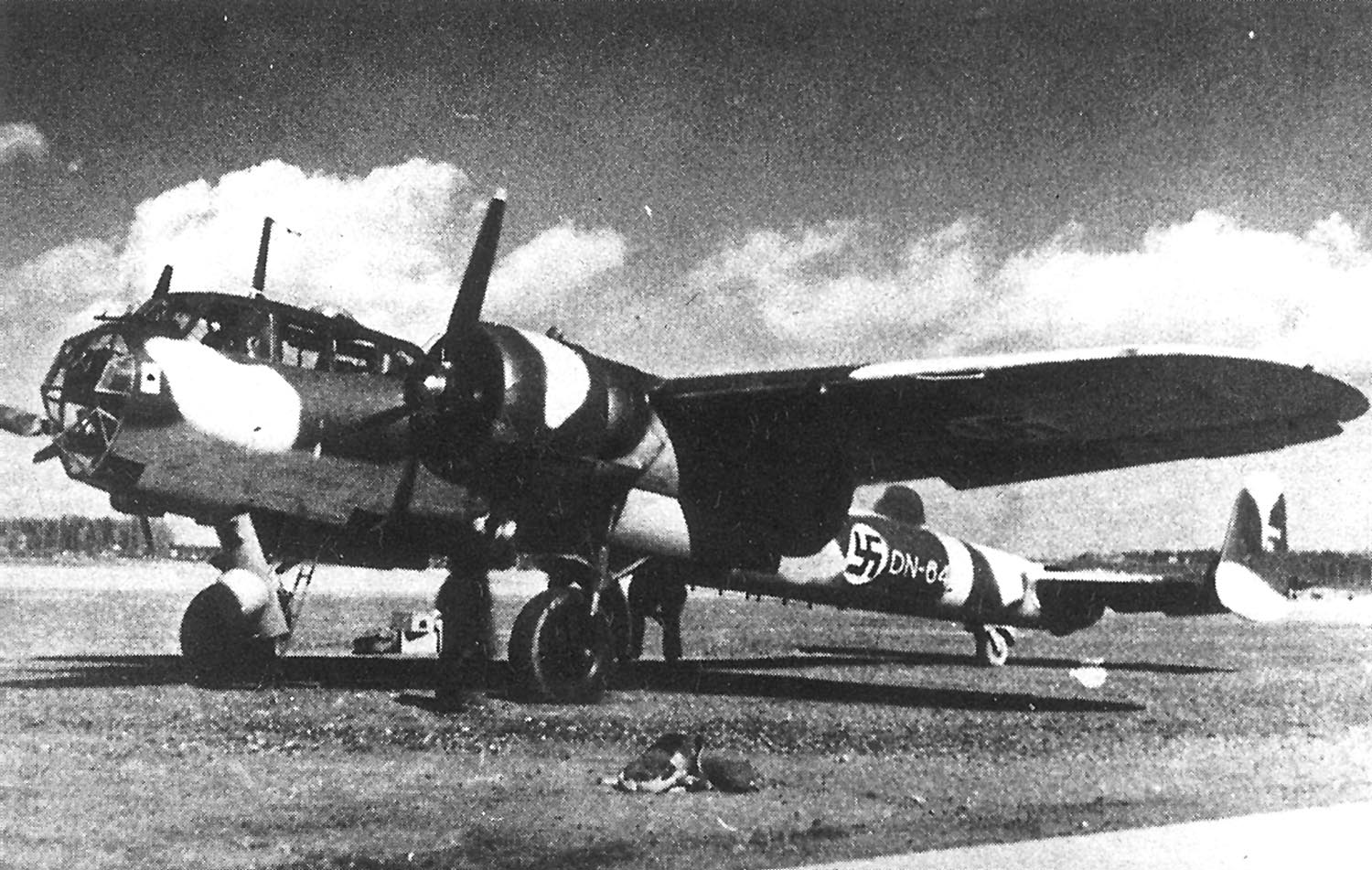
En Dornier Do 17Z från det finländska flygvapnet.

Det finländska flygvapnet fick sig år 1941 tillskänkt 15 Do 17Z-bombplan av Hermann Göring. En delorsak till denna gåva var att finländarna var besvikna över antalet och kvaliteten på de ryska krigsbytesbombplan som tyskarna sålde till Finland, det sägs även att Göring utsattes för påtryckningar från den finlandsvänliga familjen von Rosen som Göring varit ingift i. Finländska kontingenter flögs ner till Tyskland med Aero Oys DC-2 "Sisu"-flygplan i tre omgångar till Warszawa för att hämta Do 17-flygplanen mellan november 1941 och februari 1942.
I Finland användes Do 17 närmast för nattbombuppdrag och för bombning av mjuka objekt i den främsta linjen, eftersom flygplanet redan var föråldrat år 1942. Därtill var bestyckningen för svag, hastigheten för låg, stigförmågan otillräcklig och bomblasten liten. Flygplanet motsvarade det likaså föråldrade bombplanet Bristol Blenheim till sina egenskaper.
Efter kriget var endast fyra av de 15 bombplanen i flygdugligt skick. Även dessa togs ur bruk eftersom deras interna bomblast stred mot fredsfördragets paragrafer. Det sista flygplanet skrotades i början av 1950-talet.

## Bevarade exemplar
Inga Dornier Do 17 blev bevarade till eftervärlden. Dock har ett exemplar som sköts ner 26 augusti 1940 över Engelska kanalen nyligen återfunnits, och är nu bärgat. Planer finns att ställa ut det.[uppföljning saknas]

## Användare
- Finland
- Jugoslavien
- Kroatien
- Sovjetunionen (endast två exemplar)
- Spanien
- Tyskland